# Henry Dworshak
Henry Clarence Dworshak, född 29 augusti 1894 i Duluth, Minnesota, död 23 juli 1962 i Washington, D.C., var en amerikansk republikansk politiker och publicist. Han representerade delstaten Idaho i båda kamrarna av USA:s kongress, först i representanthuset 1939-1946 och sedan i senaten 1946-1949 samt från 14 oktober 1949 fram till sin död.
Dworshak tjänstgjorde i USA:s armé i första världskriget. Efter kriget var han utgivare för Burley Bulletin i Idaho. Han blev 1938 invald i representanthuset och omvaldes 1940, 1942 samt 1944.
Senator John W. Thomas avled 1945 i ämbetet. Charles C. Gossett utnämndes till senaten fram till fyllnadsvalet följande år. Dworshak vann fyllnadsvalet och efterträdde Gossett som senator 6 november 1946. Utmanaren Bert H. Miller vann sedan mot Dworshak i senatsvalet 1948. Senator Miller avled i sin tur efter bara nio månader i ämbetet. Guvernör C.A. Robins utnämnde sin partikamrat Dworshak, det föregående senatsvalets förlorare, till senaten fram till fyllnadsvalet 1950. Dworshak vann även det fyllnadsvalet och omvaldes 1954 och 1960. Han avled 1962 i ämbetet och efterträddes av Leonard B. Jordan.
Dworshaks grav finns på Arlingtonkyrkogården.